# 大比目鱼号核潜艇
大比目鱼号是美国海军1950年代建造的一艘试验用核潜艇，一开始编号为导弹核潜艇的SSGN-587，后来变为攻击型核潜艇的SSN-587。它是美国海军第二艘以大比目鱼命名的潜艇。它于1957年4月11日于加州瓦列霍的迈尔岛海军船厂铺设龙骨，1959年1月9日下水由加州参议员Chet Holifield的妻子命名。1960年1月4日服役，舰长是Walter Dedrick少校。尽管它一开始建造时规划成普通柴电潜艇，建完时却用上了核动力。
該潜艇參與的知名行動包括找到失事的蘇聯核潛艇K-129號以進行打撈，以及常春藤鈴行動。